# لشکر ۵۶ پیاده (لندن)
لشکر ۵۶ پیاده لندن (انگلیسی: 56th) لشکر پیاده‌نظام نیروی زمینی بریتانیا و تحت امر ارتش ذخیره بریتانیا است، که در سال ۱۹۰۸ تأسیس شد و در سال ۱۹۶۱ منحل گردید.
لشکر ۵۶ پیاده لندن یک لشکر پیاده نظام زمینی ارتش بریتانیا بود که تحت عناوین و نام‌های مختلف خدمت می‌کرد. این لشکر در طول جنگ جهانی اول در سنگرهای جبهه غربی خدمت کرد. پس از جنگ، این لشکر منحل شد و در سال ۱۹۲۰ مجدداً سازماندهی شد و دوباره در جنگ جهانی دوم در تونس و ایتالیا به طور فعال خدمت کرد. این لشکر دوباره در سال ۱۹۴۶ منحل شد و ابتدا به عنوان یک تشکیلات زرهی و سپس به عنوان یک لشکر پیاده نظام، قبل از انحلال نهایی در سال ۱۹۶۱، سازماندهی مجدد شد.